# Kim Clijsters
Kim Antonie Lode Clijsters (Bilzen, 8 giugno 1983) è un'ex tennista belga.
In carriera ha vinto quarantuno titoli WTA in singolare, tra cui quattro tornei del Grande Slam (tre US Open ed un Australian Open) e tre Masters di fine anno, diventando numero uno del mondo nell'agosto 2003 e aggiudicandosi la Fed Cup con il Belgio nel 2001. Ottima doppista, ha raggiunto la vetta della classifica anche in questa specialità, vincendo undici titoli WTA, tra cui due tornei del Grande Slam (Roland Garros e Wimbledon, entrambi con Ai Sugiyama). Per tutti questi motivi viene considerata, insieme a Justine Henin, una delle più forti tenniste belghe di sempre.
Si è ritirata per la prima volta dalle competizioni nel maggio 2007 a causa dei numerosi infortuni e, dopo il rientro nel 2009 che l'ha vista vincere ben tre titoli Slam, annuncia il secondo ritiro nel 2012, all'età di 29 anni. Nel settembre 2019 dichiara di voler rientrare nel circuito a partire dalla stagione successiva, a otto anni di distanza, disputando come primo torneo il Dubai Tennis Championships 2020. Ad aprile 2022 annuncia il terzo e definitivo ritiro dalle competizioni ufficiali.
In tutta la sua carriera Kim Clijsters ha accumulato oltre 24 milioni di dollari in montepremi offerti dalla Women's Tennis Association. Al momento del suo secondo ritiro, nella classifica dei guadagni delle giocatrici di tutti i tempi la belga era terza, dietro alle due sorelle Williams. Nel 2017 è stata inserita nella prestigiosa International Tennis Hall of Fame, mentre dal 2022 ne è presidente onorario.

## Biografia
Suo padre Lei Clijsters è stato un famoso calciatore, nazionale belga negli anni ottanta, prematuramente scomparso a soli 52 anni nel 2009. Ha una sorella minore, Elke, che aveva un promettente futuro nel tennis, ma fu costretta a ritirarsi nel 2004 a causa di un brutto infortunio.
Nel novembre del 2003 Kim Clijsters annunciò il fidanzamento con il tennista australiano Lleyton Hewitt, ma nell'ottobre 2004, quando si iniziò a parlare di matrimonio, i due si lasciarono. Tre anni dopo, il 14 luglio 2007, ha sposato il giocatore americano di basket Brian Lynch da cui ha avuto tre figli: una femmina, Jada Elly (nata nel 2008), e due maschi, Jack (nato nel 2013) e Blake (nato nel 2016).

## Carriera professionistica

### Junior
Dimostra di avere un gran talento già nel circuito giovanile, infatti vince nel 1997 il torneo Les Petits As e l'anno dopo arriva in finale nel singolare al Torneo di Wimbledon 1998 e nello stesso anno conquista anche i titoli di doppio al Roland Garros con Jelena Dokić e agli US Open con Eva Dyrberg. Chiude la stagione con l'undicesima posizione nel singolare e il quarto posto nella classifica di doppio.

### Esordi
Passa tra i professionisti già nel 1999, all'età di quindici anni. L'esordio nel circuito WTA arriva a maggio quando al Belgian Open supera le qualificazioni ed accede al tabellone principale. Il primo match è contro la giapponese Miho Saeki, sconfitta in due set, ripete l'ottima prestazione anche al turno successivo contro Elena Pampoulova ma al terzo incontro viene eliminata in tre set dalla testa di serie numero uno, Sarah Pitkowski. A giugno partecipa alle qualificazioni per Wimbledon e vince tutti e tre gli incontri nettamente concedendo solo dieci game alle avversarie.
Al suo esordio nel tabellone principale di uno Slam sconfigge in due set Joannette Kruger, al turno successivo elimina Karen Cross e al terzo incontro ha la meglio sulla testa di serie numero dodici, Amanda Coetzer. Viene eliminata al quarto turno dalla testa di serie numero due e già campionessa sette volte sui campi londinesi, Steffi Graf.
Agli US Open 1999, lo Slam successivo, arriva al terzo turno dove incontra la testa di serie numero sette, Serena Williams. Kim riesce a vincere il primo set per 6-4 ma alla fine è la statunitense ad avere la meglio al terzo set e concluderà il torneo vincendo il titolo. A settembre vince il primo titolo, in Lussemburgo, superando per 6-2, 6-2 la connazionale Dominique Monami.
In ottobre partecipa al torneo WTA Bratislava e raggiunge la finale sia del singolare che del doppio, insieme a Laurence Courtois. In singolare viene sconfitta con un doppio 6-3 da Amélie Mauresmo, nel doppio trionfa invece contro Ol'ga Barabanščikova e Lilia Osterloh per 6-2, 3-6, 7-5. Chiude la stagione al quarantasettesimo posto, con un miglioramento di 362 posizioni rispetto al 1998.

### 2000-2002: i primi successi

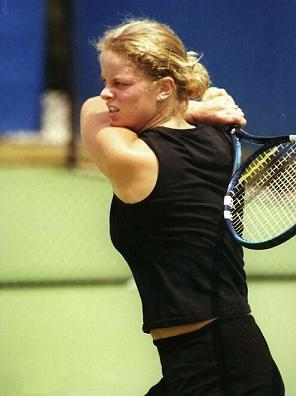
Kim Clijsters nel 2001

Inizia il 2000 nel migliore dei modi, al Tasmanian International trionfa in singolare su Chanda Rubin e nel doppio viene sconfitta in finale dalla coppia italo-francese formata da Rita Grande e Émilie Loit. A Wimbledon raggiunge la prima finale in uno Slam, nel doppio misto insieme al fidanzato Lleyton Hewitt ma vengono sconfitti da Kimberly Po e Donald Johnson.
Nei tornei dello Slam non riesce a ripetere i buoni risultati dell'anno precedente ma a fine stagione raggiunge due finali, la prima a Filderstadt dove viene sconfitta da Martina Hingis, la seconda a Lipsia dove supera in tre set Elena Lichovceva. Partecipa al torneo di fine anno dove viene sconfitta ai quarti di finale da Elena Dement'eva. In stagione ha esordito in Fed Cup con la nazionale Belga.

Nel 2001 arriva alla prima finale ad Indian Wells dove viene sconfitta da Serena Williams per 4–6, 6–4, 6–2. All'Open di Francia si scontra in semifinale con la connazionale Justine Henin, avendo la meglio in tre set, e raggiunge la prima finale in uno Slam in singolare. Nel match decisivo viene però sconfitta da Jennifer Capriati con un 12-10 nel set decisivo.

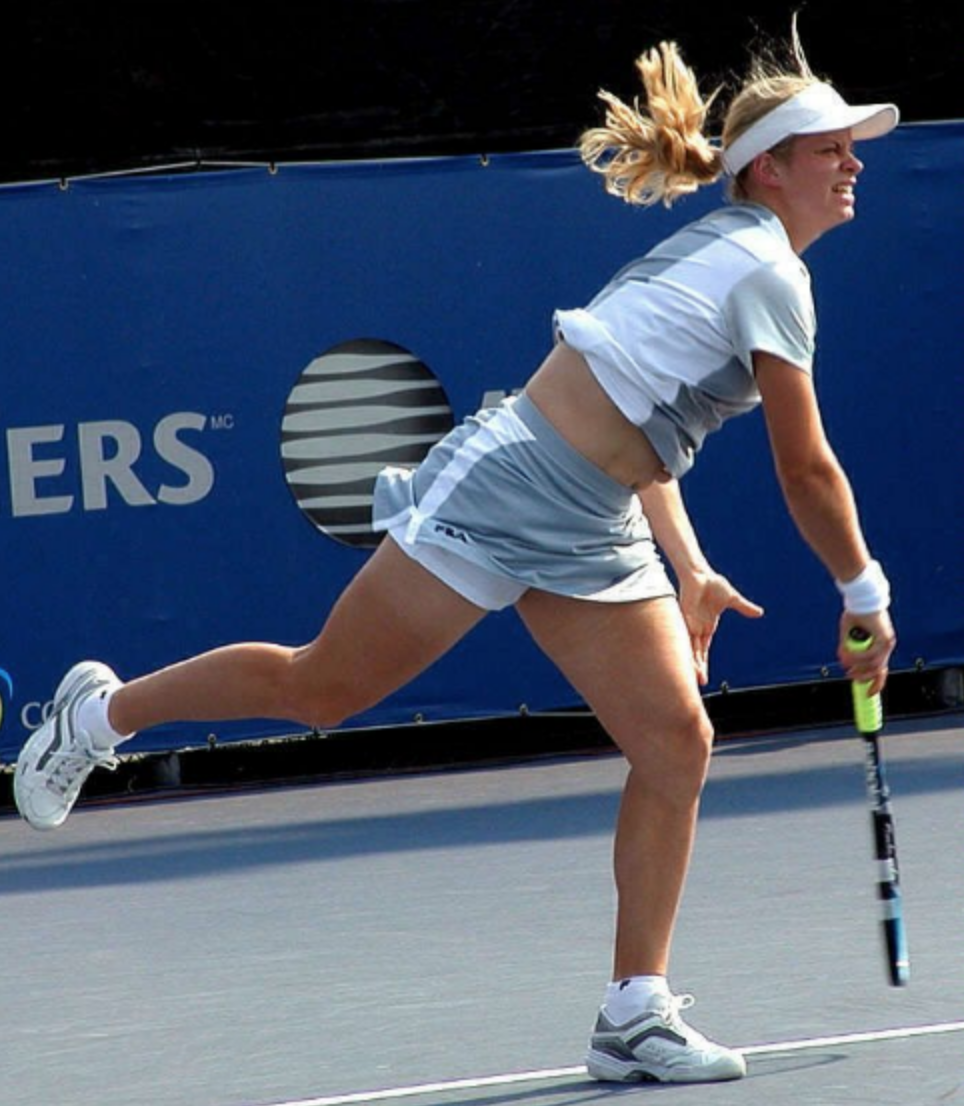
Kim Clijsters al servizio nel 2002

All'Ordina Open 2001 arriva in finale sia in singolare che nel doppio ma viene sconfitta in entrambe le occasioni. A Wimbledon arriva in finale nel doppio femminile insieme a Ai Sugiyama ma vengono sconfitte da Lisa Raymond e Rennae Stubbs. In stagione conquista i tornei di Stanford, Lipsia e Lussemburgo. A novembre vince la finale di Fed Cup contro la Russia. Partecipa nuovamente al WTA Tour Championships e raggiunge la semifinale venendo eliminata da Lindsay Davenport.
Nel 2002 vince quattro tornei, Amburgo su Venus Williams, Filderstadt su Daniela Hantuchová, Lussemburgo e il più importante WTA Tour Championships 2002 dove elimina in sequenza le Sorelle Williams.

### 2003-2006: la conferma mondiale

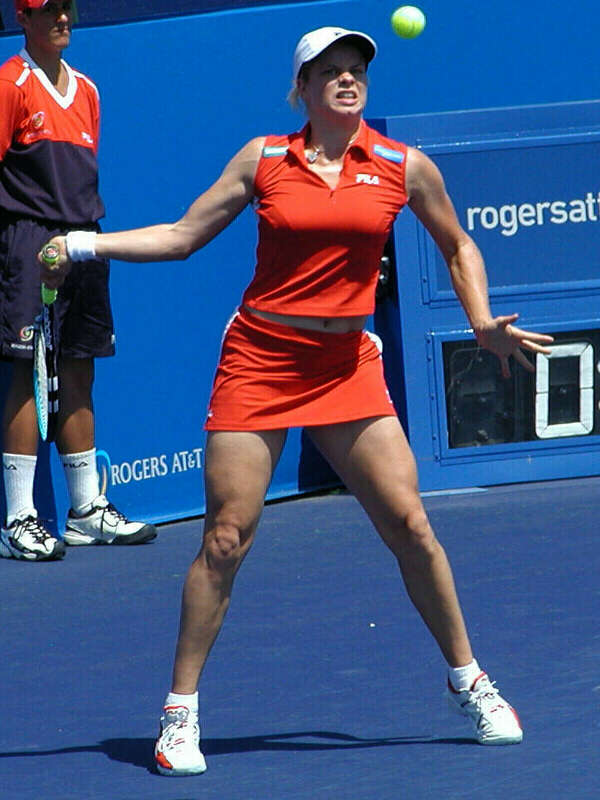
Kim Clijsters alla Rogers Cup 2003

Il 2003 comincia con una vittoria, a Sydney su Lindsay Davenport. Agli Australian Open raggiunge la semifinale dove viene sconfitta da Serena Williams, futura campionessa. A marzo conquista il Indian Wells Open sconfiggendo Lindsay Davenport per 6–4, 7–5. Nel periodo sulla terra rossa ottiene ottimi risultati, trionfa a Roma su Amélie Mauresmo, arriva in finale a Berlino oltre a due finali raggiunte nel Roland Garros.
A Parigi viene sconfitta nel singolare da Justine Henin mentre nel doppio femminile trionfa con Ai Sugiyama. Anche sull'erba continua a ottenere buoni risultati, vince a 's-Hertogenbosch ancora contro la Henin. A Wimbledon viene eliminata in semifinale da Venus Williams mentre conquista il secondo titolo dello Slam in stagione nel doppio sempre insieme ad Ai Sugiyama.
Conquista altri cinque titoli in stagione, a Stanford, Los Angeles, Filderstadt, Lussemburgo e per il secondo anno consecutivo vince il WTA Tour Championships cedendo solo due set sulla sua strada. In stagione ha conquistato in totale nove titoli su diciassette finali in singolare e sette titoli su dieci finali nel doppio. Ha raggiunto la testa della classifica in entrambe le specialità nel mese di agosto.
Arriva la sua prima finale anche agli Australian Open, grazie ad una marcia inarrestabile e senza cedere un set alle avversarie. È ancora una finale tutta belga e per la terza volta consecutiva è Justine Henin a spuntarla con il punteggio finale di 6-3, 4-6, 6-3. A febbraio vince i tornei di Parigi, su Mary Pierce, e Anversa su Silvia Farina Elia. Durante il torneo di Indian Wells si infortuna al polso sinistro ed è costretta al ritiro. Il problema al polso la costringerà a stare lontana per diversi mesi dal circuito, rientrando solo nell'ottobre 2004 ad Hasselt dove è costretta nuovamente al ritiro.
Ritorna a vincere a un anno esatto dall'infortunio a Indian Wells, elimina cinque teste di serie e vince in finale contro Lindsay Davenport in tre set. La settimana dopo trionfa a Miami senza cedere un set, in finale ha la meglio su Marija Šarapova.

Continua a vincere conquistando il titolo a Eastbourne, Stanford, Los Angeles e Toronto scalando così le classifiche e presentandosi come quarta testa di serie agli US Open. A New York raggiunge i quarti lasciando meno di quattro game alle avversarie, supera in tre set Venus Williams e in semifinale elimina la numero uno Marija Šarapova. Alla sua quinta finale in uno Slam riesce finalmente ad uscirne vincitrice superando nettamente con il punteggio di 6-3, 6-1 la francese Mary Pierce. Nel finire di stagione conquista altri due titoli, in Lussemburgo e ad Hasselt.

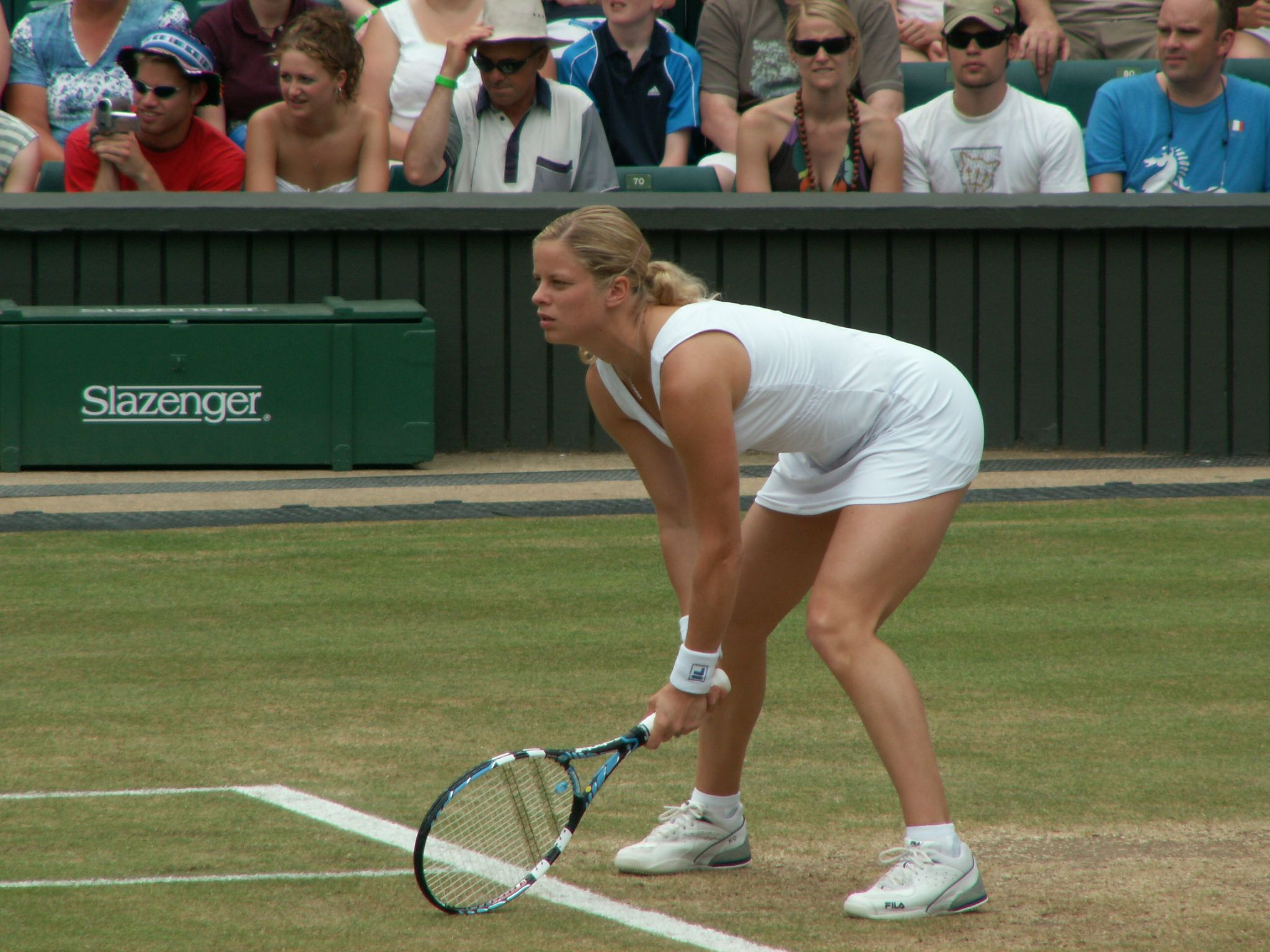
Kim Clijsters a Wimbledon 2006

Agli Australian Open si ritira per un infortunio alla caviglia nella semifinale contro Amélie Mauresmo, futura vincitrice, ma a fine torneo raggiunge per la terza volta in carriera la testa della classifica WTA. Ritorna in campo a metà febbraio ad Anversa dove viene sconfitta in finale ancora dalla Mauresmo. Trionfa a Varsavia senza cedere un set e continua la stessa marcia al Roland Garros ma arrivata alla semifinale viene sconfitta in due set da Justine Henin.
Nel finale di stagione vince due titoli, Stanford su Patty Schnyder e Hasselt su Kaia Kanepi. Kim Clijsters disse che quella del 2007 sarebbe stata la sua ultima stagione da professionista e che non pensava dunque di continuare fino ai Giochi di Pechino del 2008, malgrado l'offerta della federazione belga di continuare fino a quell'appuntamento. L'atleta motivò la sua decisione facendo riferimento ai molteplici infortuni rimediati in carriera.

### 2007: il primo ritiro
Il 2007 si apre positivamente per la belga, che a Sydney impressiona per la facilità con cui si sbarazza della Peer nei quarti, soffre in semifinale contro Li Na, mentre in finale ingaggia una vera battaglia contro Jelena Janković, a cui deve annullare 2 match point nel secondo set, per poi aggiudicarsi il tie-break e prendere il largo nel terzo set e aggiudicarsi il primo trofeo dell'anno. All'Australian Open Kim supera agevolmente i primi turni, compresi gli ottavi contro la Hantuchová, che la impegna solamente nel secondo set. Nei quarti ha la meglio su Martina Hingis in tre set ma si ferma in semifinale contro Marija Šarapova che vince nettamente per 6-4, 6-2.
Arriva in finale ad Anversa senza cedere un set, ma nel match decisivo viene sconfitta dalla Mauresmo. Il 6 maggio 2007, a 23 anni, annuncia il suo ritiro immediato dal tennis professionistico, dovuto sia al gran numero di infortuni subiti che all'intenzione di dedicarsi alla famiglia, con il matrimonio fissato per il mese di luglio con il cestista Brian Lynch.

### 2009-2011: ritorno al tennis e vincite Slam
Nel mese di marzo 2009 annuncia il rientro all'attività agonistica. A maggio prende parte alla cerimonia di inaugurazione del tetto sul campo centrale di Wimbledon, durante la quale gioca un doppio misto in coppia con Tim Henman e contro Steffi Graf e Andre Agassi.

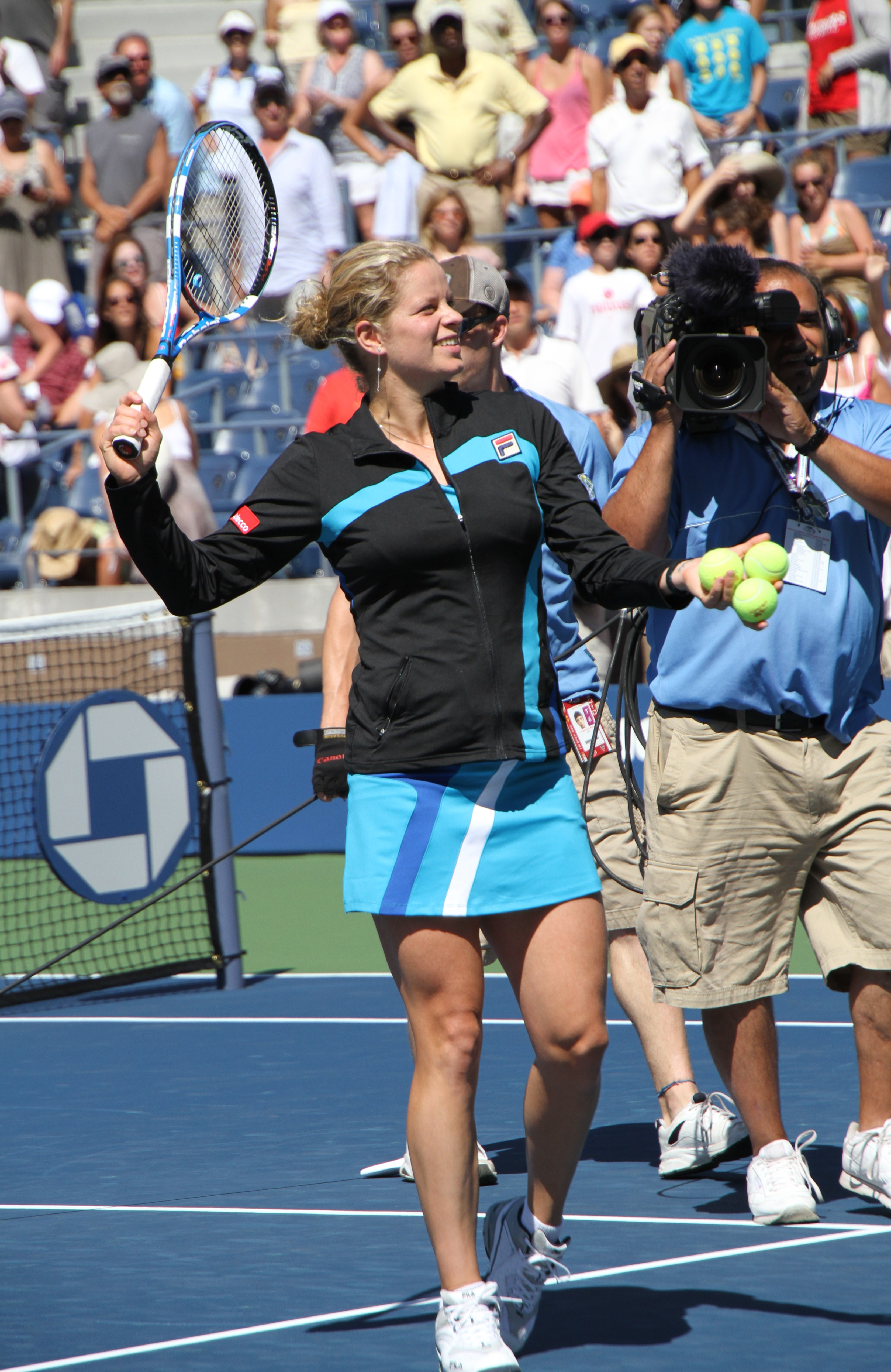
Kim Clijsters agli US Open 2010

Il rientro ufficiale avviene il 10 agosto al torneo sul cemento di Cincinnati grazie ad una wild-card. Al primo turno elimina la testa di serie numero dodici Marion Bartoli, supera Patty Schnyder e Svetlana Kuznecova prima di arrendersi nei quarti di finale alla numero uno Dinara Safina. Prende parte agli US Open dove gli organizzatori le concedono una wild-card, evitandole le qualificazioni, anche se da più parti si era ventilata la possibilità di darle una testa di serie. Dopo aver battuto al primo turno la Kutuzova, ritrova al secondo turno proprio la Bartoli ed anche qui riesce a sconfiggerla.
Batte anche la connazionale Flipkens per poi realizzare una prima impresa sconfiggendo agli ottavi di finale Venus Williams, una delle favorite alla vittoria e finalista al precedente Wimbledon. Si ripete ai quarti con la cinese Li Na e in semifinale realizza la seconda impresa battendo in due set l'altra favorita per la vittoria: Serena Williams. Nella finale corona l'impresa sconfiggendo per 7-5, 6-3 la danese Caroline Wozniacki e viene premiata con la figlia in campo.
In questo periodo, fino a settembre 2011 viene allenata da Wim Fissette.
Il 9 gennaio a Brisbane vince il titolo in finale sulla connazionale Justine Henin. A Miami trionfa in finale su Venus Williams per 6-2, 6-1 e conquista il terzo titolo stagionale a Cincinnati su Marija Šarapova. Agli US Open 2010 si trova a dover difendere il titolo con la seconda testa di serie. Elimina al quarto turno Petra Kvitová, nei quarti la numero cinque Samantha Stosur e in semifinale Venus Williams.

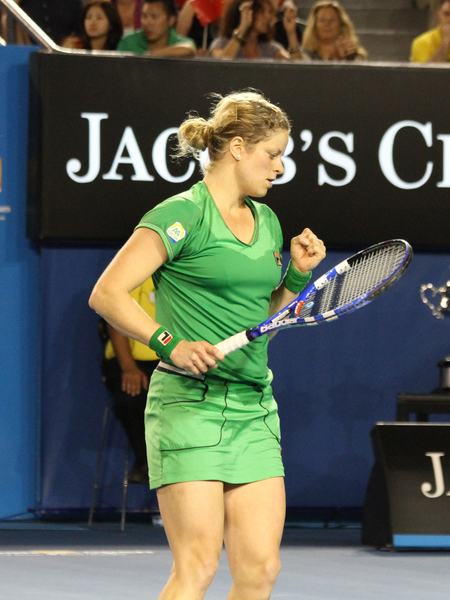
Kim Clijsters agli Australian Open 2011

Nell'incontro decisivo sconfigge con un netto 6-2, 6-1 Vera Zvonarëva, portando a 21 match la sua striscia di vittorie agli US Open. A conclusione dell'ottima stagione vince il Masters di fine anno sconfiggendo la nuova numero 1 del mondo, Caroline Wozniacki.
Il 29 gennaio la tennista belga vince per la prima volta in carriera gli Australian Open, battendo in finale la cinese Li Na per 3-6, 6-3, 6-3. Con la vittoria in Australia la Clijsters porta a quattro il numero di Slam (3 US Open e appunto 1 Australian Open). Il 14 febbraio torna numero 1 del mondo nella classifica WTA interrompendo la striscia di 18 settimane in testa di Caroline Wozniacki, anche se tale primato dura appena una settimana. Nel corso dell'anno, Kim ha accusato un infortunio ed è ritornata all'attività agonistica solo al Roland Garros, dove è stata battuta al secondo turno dal Arantxa Rus, numero 114 del ranking, dopo essere stata in vantaggio per 6-3 5-2.

### 2012: semifinale agli Australian Open e il secondo ritiro
Dopo un 2011 pieno di infortuni Kim torna a giocare al WTA di Brisbane il 1º gennaio dove supera Simona Halep per 6-1, 6-4, Ana Ivanović 6-1, 1-6, 6-3, Iveta Benešová 6-3, 6-2 per poi arrendersi a Daniela Hantuchová, match in cui si ritira dopo aver vinto il primo set, a causa del dolore alla caviglia. Arriva in Australia per disputare il primo torneo del Grande Slam della stagione: l'Australian Open. Si presenta come testa di serie numero 11 e sul suo percorso elimina Maria Joäo Koehler, Stéphanie Foretz Gacon, la numero 20 Daniela Hantuchová e la numero 5 e già finalista nel 2011 Li Na, dopo che quest'ultima non sfrutta tre match point a suo favore per chiudere l'incontro. Nei quarti supera in due set la numero 1 del mondo, Caroline Wozniacki, che, con questo risultato, abbandona la testa della classifica. Il torneo per lei si ferma alle semifinali, dove viene eliminata in tre set da Viktoryja Azaranka, futura vincitrice del torneo e che andrà a sostituire la Wozniacki in cima alla classifica WTA. Qualche giorno prima dell'inizio del WTA Premier di Indian Wells, il BNP Paribas Open, annuncia il suo ritiro dal torneo sempre a causa di un infortunio.

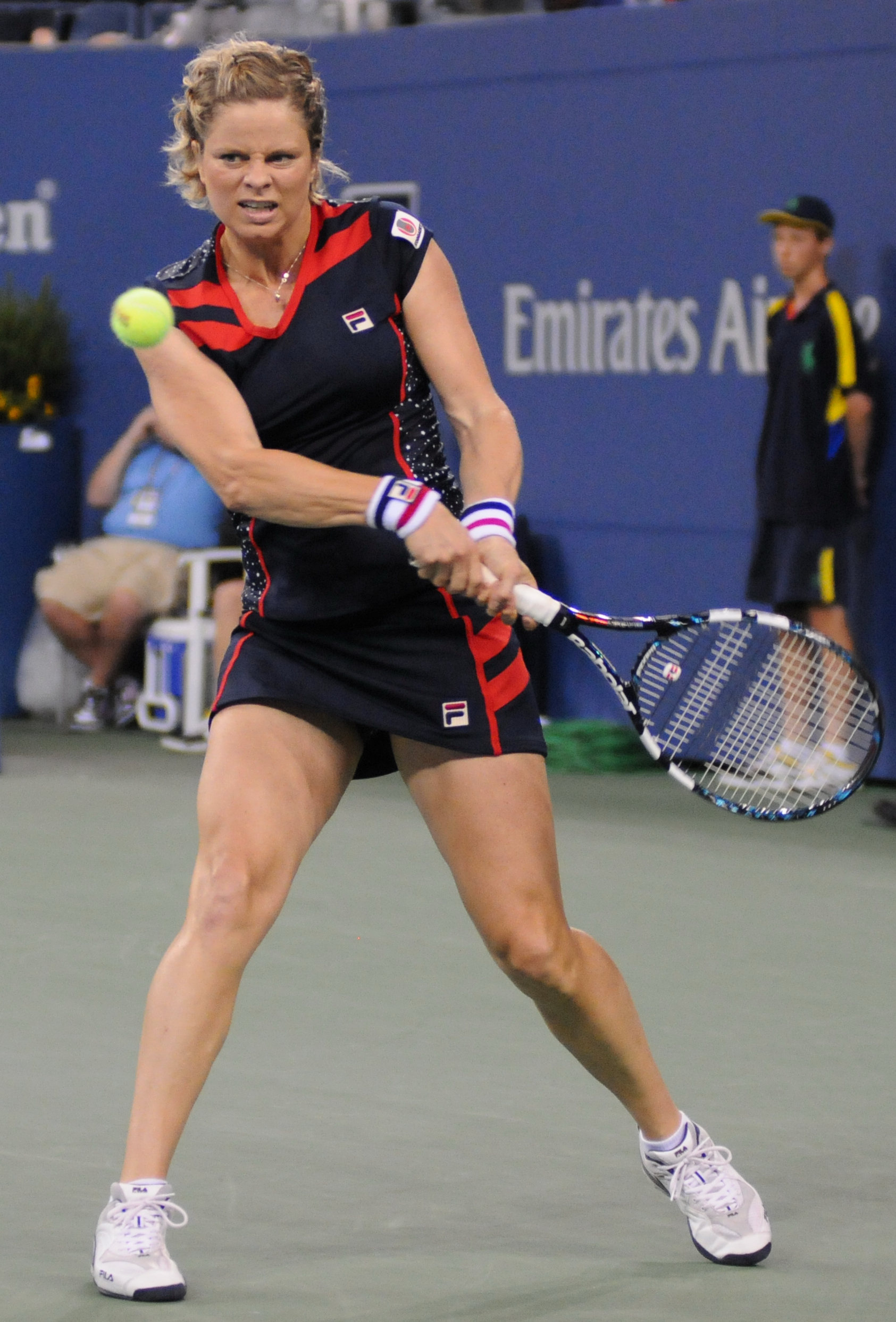
Kim Clijsters agli US Open 2012

Il 20 marzo si presenta al WTA Premier di Miami, il Sony Ericsson Open, dove supera al primo turno Jarmila Gajdošová con il punteggio di 4-6, 6-1, 6-0, al secondo turno supera Julia Görges con il punteggio di 6-2, 7-5, prima di arrendersi al terzo turno nel derby belga con Yanina Wickmayer per 6-4, 7–6(5). Ritorna a giocare nel mese di giugno dove si reca a 's-Hertogenbosch nei Paesi Bassi per l'UNICEF Open, nel quale supera in sequenza Romina Oprandi per 6(5)–7 6-2 6-3, Kateryna Bondarenko 6-2 6-1 e Francesca Schiavone per 6-3 7–6(6), mentre nelle semifinali non scende nemmeno in campo contro la polacca Urszula Radwańska sempre per problemi fisici. Nel suo ultimo Wimbledon vede la belga arrivare agli ottavi, eliminando al primo turno l'ex n.°1 del mondo Jelena Janković 6-2 6-4, al secondo ostacolo supera facilmente Andrea Hlaváčková con un doppio 6-3 e al terzo turno usufruisce del ritiro della russa Zvonarëva nonostante la belga era in vantaggio 6-3 4-3. Negli ottavi di finale viene sconfitta 6-1 6-1 dalla tedesca Kerber in poco più di un'ora di gioco.
Ai Giochi olimpici di Londra giunge fino ai quarti ma la Sharapova le sbarra la strada verso la medaglia. Come precedentemente annunciato, con gli US Open 2012 si conclude la sua carriera, decide di partecipare sia al singolare che nel doppio femminile e misto. Viene eliminata al secondo turno del singolare dalla britannica Laura Robson con due tie-break persi che interrompono la striscia di ventidue vittorie consecutive sui campi di Flushing Meadows iniziata nel 2005. Nel doppio femminile esce al primo turno insieme a Kirsten Flipkens mentre nel misto insieme a Bob Bryan si arrende al secondo turno contro Ekaterina Makarova e Bruno Soares. Il 12 dicembre 2012 celebra il suo addio al tennis ad Anversa davanti a circa 13.000 spettatori in occasione dei Diamond Games, per l'occasione ribattezzati "Kim's Thank You Games". In una esibizione in singolare batte Venus Williams 6-3 6-3, mentre in doppio con Amélie Mauresmo viene sconfitta dalla stessa Williams e da Kirsten Flipkens 8-5 in un pro set.

### 2019-2022: l'inaspettato ritorno e il ritiro finale

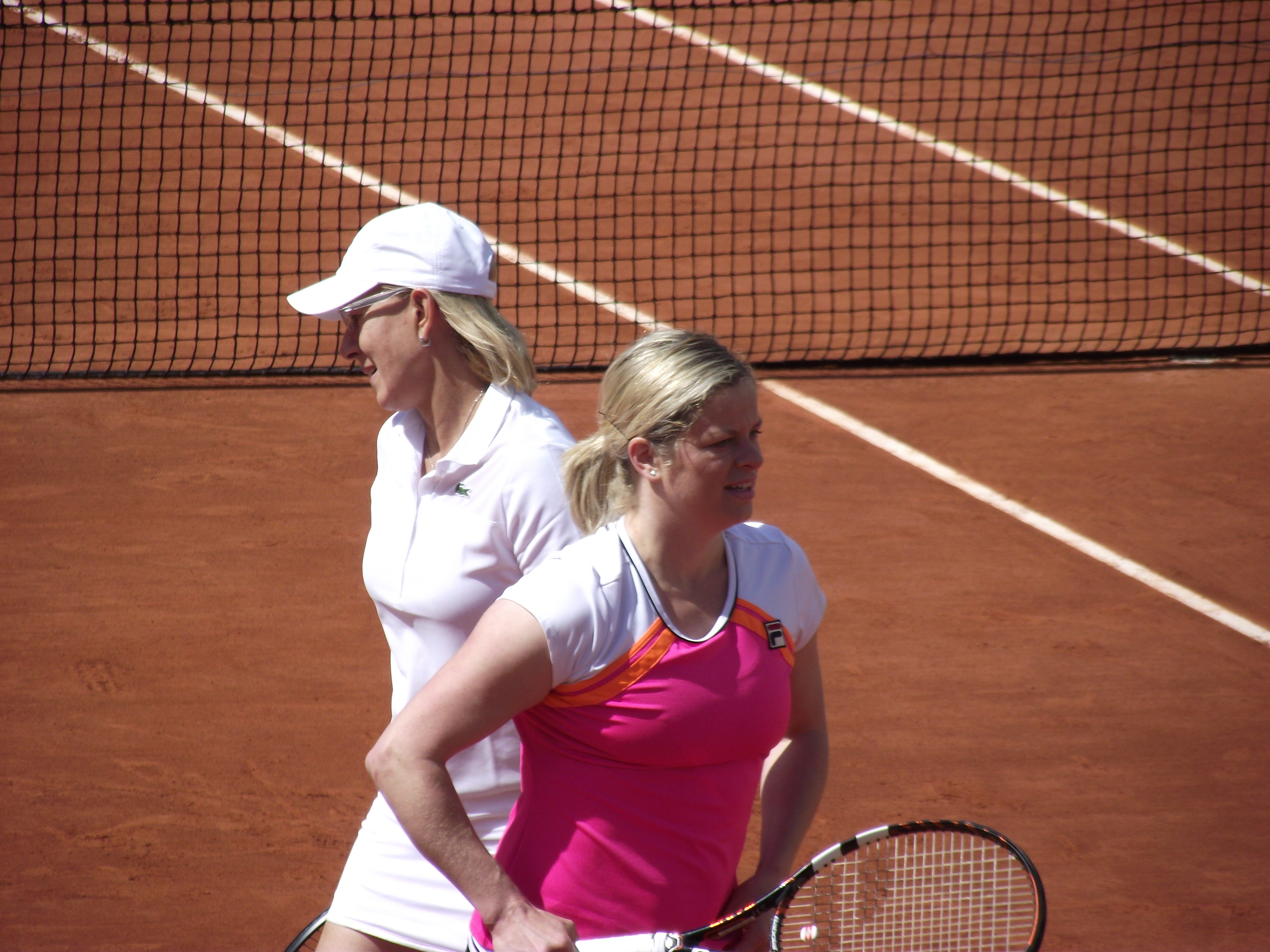
Kim Clijsters in coppia con Martina Navratilova al Roland Garros 2014

Il 19 maggio 2019 partecipa alla cerimonia di inaugurazione del nuovo tetto sul Campo N.1 dell'All England Tennis Club, a Wimbledon; sfida Martina Navrátilová e Jamie Murray in coppia con John McEnroe, e Venus Williams in singolare.
A settembre 2019 annuncia che riprenderà la carriera agonistica a partire dalla stagione 2020. Il rientro si concretizza con la sua partecipazione, grazie ad una wild card, al torneo di Dubai, in programma dal 17 febbraio 2020. Al primo turno affronta la ex numero 1 del mondo Garbiñe Muguruza, reduce dalla finale raggiunta agli Australian Open, venendo sconfitta con il punteggio di 2-6 6(6)–7. A marzo prende poi parte al Monterrey Open, incontrando al primo turno Johanna Konta, accreditata come testa di serie numero 2, e perdendo per 3-6 5-7.
Dopo il lockdown dovuto alla pandemia di COVID-19, Clijsters avrebbe dovuto partecipare al Western & Southern Open 2020, salvo ritirarsi poco prima dell’inizio per un infortunio. Il primo torneo che disputa è dunque lo US Open 2020, dove incontra come prima avversaria Ekaterina Aleksandrova, contro la quale perde 6-3 5-7 1-6.
A fine 2020 viene reso noto che la tennista ha rifiutato una wild card per prendere parte agli Australian Open 2021, in quanto positiva al COVID-19.
Grazie sempre ad una wild card, la tennista ritorna in campo, a distanza di più di un anno, al Chicago Fall Tennis Classic, in partenza il 27 settembre 2021. Al primo turno tuttavia cede contro Hsieh Su-wei per 3-6 7-5 3-6, nonostante un vantaggio di 3-0 nel primo set. In seguito partecipa al BNP Paribas Open, affrontando Kateřina Siniaková: ancora una volta, la belga non riesce a cogliere il primo successo post-rientro, perdendo dalla ceca per 1-6 6-2 2-6.
Ad aprile 2022 Clijsters annuncia il terzo e definitivo ritiro dalle competizioni ufficiali. Nello stesso anno viene nominata presidente onorario della International Tennis Hall of Fame.

## Stile di gioco

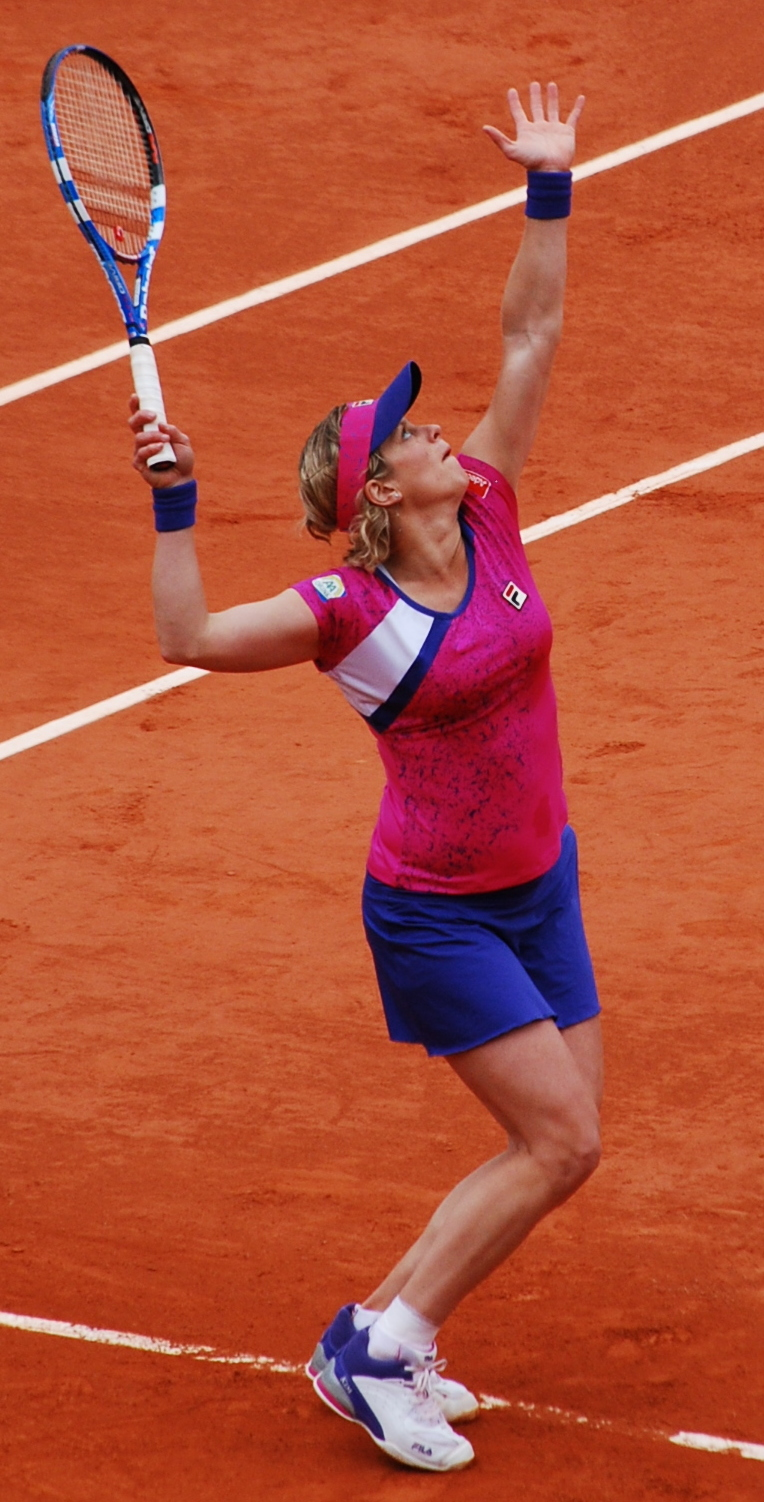
Kim Clijsters al servizio nel 2011

Lo stile di gioco Kim Clijsters si basava su un controllo aggressivo dello scambio, prediligendo colpi da fondo campo. La belga era dotata sia di un profondo dritto che rovescio. Con il dritto era capace di tirare vincenti da ogni posizione del campo, mentre con il rovescio era molto abile a posizionare delle palle corte molto insidiose. Da buona giocatrice di doppio, si sentiva a proprio agio a rete, quindi non esitava a seguire la palla corta per mettere ancora più pressione all'avversaria. Il servizio non era incisivo come quello di altre nel circuito femminile, ma comunque efficace.
Uno dei punti più forti della tennista belga era la sua difesa a tutto campo, essendo una giocatrice molto veloce su tutte le superfici e riuscendo a recuperare palline anche in allungo; Marija Šarapova ha dichiarato a proposito che "bisogna solo aspettarsi che riesca a far ritornare ogni palla indietro".

## Record
- Nel 2001 è diventata la prima persona di nazionalità belga ad aver raggiunto la finale di un torneo del Grande Slam dall'inizio dell'Era Open e nel 2003 la prima personalità belga a raggiungere la posizione numero 1 della classifica mondiale.
- Nel 2002 si è aggiudicata il WTA Tour Championships senza perdere neanche un set nei quattro incontri disputati. Solo altre tre giocatrici ci sono riuscite: Martina Navrátilová (nel 1984 e nel 1985), Gabriela Sabatini (nel 1988) e Serena Williams (nel 2001 e nel 2012).
- Nel 2003 è diventata la seconda giocatrice della storia ad essere arrivata almeno in semifinale in ogni torneo affrontato (eccetto quello di Toronto in cui venne eliminata al terzo turno). Solo Monica Seles era riuscita a fare tanto prima di lei.
- Con la vittoria del torneo di Indian Wells nel 2005 è diventata la tennista dal ranking più basso (numero 133) ad aver trionfato in una categoria Tier I (equivalente al WTA 1000 odierno).
- Solo otto giocatrici (Arantxa Sánchez Vicario, Steffi Graf, Martina Hingis, Kim Clijsters, Lindsay Davenport, Justine Henin, Jelena Janković e Karolína Plíšková) sono state capaci di battere entrambe le sorelle Williams in uno stesso torneo. Tra loro, Kim Clijsters è l'unica ad esserci riuscita ben due volte. È successo al WTA Tour Championships 2002, dove sconfisse Venus in semifinale e Serena in finale e agli US Open 2009, dove trionfò su Venus al quarto turno e su Serena in semifinale.
- La finale guadagnata (e poi vinta) agli US Open 2009, ha reso Kim Clijsters la prima donna wild card a raggiungere una finale del Grande Slam e, ovviamente, anche la prima a vincerla[56].
- Vincendo gli US Open 2009, Kim Clijsters è diventata la prima tennista ad aver conquistato un torneo del Grande Slam dopo una maternità dai tempi di Wimbledon 1980, quando Evonne Goolagong si aggiudicò il prestigioso torneo londinese. Prima della Clijsters, l'ultima giocatrice capace di vincere gli US Open dopo una maternità fu Margaret Court nel 1973. In totale, dopo la maternità la Clijsters ha vinto 3 tornei del Grande Slam, tanti quanti Margaret Court.
- Il 14 febbraio 2011 Kim Clijsters è diventata la prima tennista a raggiungere la posizione numero 1 della classifica mondiale dopo una maternità[57].
- Nel 2010 Kim Clijsters è risultata in cima alla classifica dei guadagni relativi a quella stagione. Escludendo gli introiti derivanti dalle sponsorizzazioni, la belga riuscì ad accumulare oltre 5 milioni di dollari di prize money giocando appena 11 tornei.
- Nel primo turno degli Australian Open 2011 Kim Clijsters ha battuto Dinara Safina 6-0 6-0 in appena 44 minuti. Dall'inizio dell'Era Open quella è l'unica partita di un torneo del Grande Slam in cui un'ex numero 1 della classifica mondiale è stata sconfitta senza vincere neanche un game.
- È l'unica giocatrice ad aver ricevuto nello stesso anno (il 2005) i riconoscimenti WTA Player of the Year e WTA Comeback Player of the Year.
- È la giocatrice che ha ricevuto più volte (ben 8) il premio WTA per il fair play intitolato a Karen Krantzcke: 2000, 2001, 2002, 2003, 2005, 2006, 2009, 2012 sono le annate in cui ha ottenuto questo riconoscimento.[58].

## Statistiche

### Singolare

#### Finali del Grande Slam

##### Vinte (4)
| Anno | Torneo                     | Avversaria in finale | Punteggio     |
| 2005 | US Open, New York          | Mary Pierce          | 6–3, 6–1      |
| 2009 | US Open, New York (2)      | Caroline Wozniacki   | 7–5, 6–3      |
| 2010 | US Open, New York (3)      | Vera Zvonarëva       | 6–2, 6–1      |
| 2011 | Australian Open, Melbourne | Li Na                | 3–6, 6–3, 6–3 |

##### Perse (4)
| Anno | Torneo                      | Avversaria in finale | Punteggio       |
| 2001 | Open di Francia, Parigi     | Jennifer Capriati    | 6–1, 4–6, 10–12 |
| 2003 | Open di Francia, Parigi (2) | Justine Henin        | 0–6, 4–6        |
| 2003 | US Open, New York           | Justine Henin        | 5–7, 1–6        |
| 2004 | Australian Open, Melbourne  | Justine Henin        | 3–6, 6–4, 3–6   |

### Doppio

#### Finali del Grande Slam

##### Vinte (2)
| Anno | Torneo                      | Compagna    | Avversarie in finale                | Punteggio        |
| 2003 | Open di Francia, Parigi     | Ai Sugiyama | Virginia Ruano Pascual Paola Suárez | 6(5)–7, 6–2, 9–7 |
| 2003 | Torneo di Wimbledon, Londra | Ai Sugiyama | Virginia Ruano Pascual Paola Suárez | 6–4, 6–4         |

##### Perse (1)
| Anno | Torneo                      | Compagna    | Avversarie in finale       | Punteggio |
| 2001 | Torneo di Wimbledon, Londra | Ai Sugiyama | Lisa Raymond Rennae Stubbs | 4–6, 3–6  |

### Doppio misto

#### Finali del Grande Slam

##### Perse (1)
| Anno | Torneo                      | Compagno       | Avversari in finale        | Punteggio   |
| 2000 | Torneo di Wimbledon, Londra | Lleyton Hewitt | Kimberly Po Donald Johnson | 4–6, 6(3)–7 |